# Aina Aiba
Aina Aiba (相羽 あいな Aiba Aina?, 17 de octubre de 1988) es una seiyū y cantante japonesa afiliada a Hibiki. Es conocida por darle voz a Shōjo Kageki Revue Starlight como Claudine Saijō y BanG Dream! como Yukina Minato.

## Primeros años
Aiba nació en Hokkaido pero creció en Osaka. Asistió y se graduó de Amusement Media Voice Actor Talent Academy en 2010.

## Biografía
Antes de convertirse en seiyū, fue luchadora profesional con el nombre de Yuuki Harima (播磨佑紀) durante unos dos años, y también trabajó como actriz de teatro con el mismo nombre. Durante su carrera de lucha libre profesional, formó parte de la organización "Beginning" e hizo su debut el 6 de septiembre de 2015. Luchó tres veces antes de retirarse del ring, y hoy en día trabaja como MC para las luchas de New Japan Pro-Wrestling.
Aiba debutó en la actuación de voz al proporcionar la voz de Tokoha Anjou en Cardfight! Vanguard G: NEXT, reemplazando a Nitta Emi. En el 2017, comenzó a expresarse y actuar en la franquicia BanG Dream! como Yukina Minato de la banda Roselia.
Hizo su debut como cantante profesional de Bushiroad Music en noviembre de 2016 con su primer sencillo "Yume no Hikari Kimi no Mirai", que se utilizó como tema final para Future Card Buddyfight DDD. Reinició su carrera como cantante en solitario con el sencillo "Lead the way", que se lanzó el 16 de octubre de 2019. ¡Se usó como tema de apertura del anime Cardfight! Vanguard: Shinemon.
El 3 de marzo de 2018, Aiba, quien fue miembro de la unidad Doubutsu Biscuits x PPP, fue una de las ganadoras del Premio de Canto durante la 12.ª edición de los Premios Seiyu. En el 2020, Roselia y ella recibieron el premio de canto en la 14.ª edición de los premios Seiyu.

## Filmografía

### Animes
2016
- Cardfight!! Vanguard G: Next – Tokoha Anjou

2017
- BanG Dream! – Yukina Minato
- Kemono Friends – Iwatobi Penguin[4]
- Cardfight!! Vanguard G: Z – Tokoha Anjou

2018
- BanG Dream! Girls Band Party! Pico – Yukina Minato[5]
- Shōjo Kageki Revue Starlight – Claudine Saijō[6]

2019
- BanG Dream! 2nd Season – Yukina Minato[7]

2020
- BanG Dream! 3rd Season – Yukina Minato[8]
- BanG Dream! Girls Band Party! Pico: Ohmori – Yukina Minato

2021
- BanG Dream! Girls Band Party! Pico Fever! – Yukina Minato[5]
- D Cide Traumerei – Maria Nanase[9]
- PuraOre! Pride of Orange – Seiko Kuga[10]

2022
- Teppen!!!!!!!!!!!!!!! Laughing 'til You Cry – Chitose Amano[11]

2023
- Sorcerous Stabber Orphen: Chaos in Urbanrama – Winona[12]

### Películas
2019
- BanG Dream! Film Live – Yukina Minato[13]

2021
- BanG Dream! Episode of Roselia (Yakusoku y Song I am.) – Yukina Minato[14]
- BanG Dream! Film Live 2nd Stage – Yukina Minato[15]

## Videojuegos
2017
- BanG Dream! Girls Band Party! – Yukina Minato